# For All the Dogs
A For All the Dogs a kanadai rapper, Drake nyolcadik stúdióalbuma. Az OVO Sound és a Republic Records gondozásában jelent meg 2023. október 6-án.
Az albumon olyan vendégelőadók szerepelnek, mint Teezo Touchdown, 21 Savage, J. Cole, Yeat, SZA, PartyNextDoor, Chief Keef, Bad Bunny, Sexyy Red és Lil Yachty. A lemez produceri munkálataiban Drake, Teezo Touchdown és Lil Yachty is részt vett, mellettük pedig olyan neves producerek dolgoztak rajta, mint 40, Sango, Oz, Bnyx, Southside, Boi-1da, Vinylz, Tay Keith, FnZ, Jahaan Sweet, a néhai DJ Screw, Stwo, Gordo, Justin Raisen és The Alchemist, valamint mások.
Drake először 2023 januárjában utalt a For All the Dogs érkezésére, és az album nagy részét az It’s All a Blur Tour során fejlesztette. Eredetileg 2023 szeptemberében tervezték megjelentetni, de többször is elhalasztották. Az album Drake 2022-ben kiadott két lemezét követi: hetedik stúdióalbuma, az Honestly, Nevermind, valamint a 21 Savage-dzsel közösen készített Her Loss után érkezett. A For All the Dogs-ról öt kislemezjelent meg az album megjelenése előtt: "Slime You Out", "8AM in Charlotte", "Rich Baby Daddy", "First Person Shooter" és "You Broke My Heart", utóbbi pedig az album Scary Hours deluxe kiadásán is helyet kapott.
Az album megjelenésekor a kritikai fogadtatás vegyes volt: dicséretet kapott a produkciójáért, ugyanakkor kritikák érték a hosszúsága és néhány dalszövege miatt. Ennek ellenére a For All the Dogs több kiadvány év végi listáján is szerepelt, mint az év egyik legjobb albuma. Az album számos regionális és globális eladási rekordot döntött meg. Az Egyesült Államokban az első héten 402 000 albumnak megfelelő egységet értékesítettek belőle, és az első helyen debütált a Billboard 200 listán, ezzel az év legkelendőbb rapalbuma lett. Világszerte 514,01 millió on-demand streamet ért el a megjelenés hetében, ami 2023 legnagyobb streaminghetének számított. A For All the Dogs standard kiadása huszonhárom számot tartalmaz, melyek lejátszási ideje együtt több, mint 84 perc. 2023. november 17-én megjelent a For All the Dogs Scary Hours Edition további hat számmal, melynek a teljes lejátszási ideje meghaladja a 108 percet. 

## Háttere és a promótálás
2023 január 21-én, az Apollo Theaterben tartott ingyenes koncertje során Drake utalt egy új album megjelenésére, mondván, hogy szeretne „még több érzelmet kiváltani, talán idén”. Emellett reagált az előző néhány albumának negatív fogadtatására is, kijelentve: „Sok mindenen elgondolkodtam az életben, de ebben a pillanatban semmi sem tart vissza attól, hogy továbbra is zenét készítsek [a rajongóknak]”.
Június 23-án Drake bejelentette, hogy Titles Ruin Everything című verses kötete, amelyet a dalszövegíró Kenza Samirral közösen írt, és amelyet először 2022 nyarán említett, július 14-én jelenik meg. Egy nappal később a New York Post címlapján teljes oldalas hirdetések jelentek meg, amelyek egy beépített QR-kódot tartalmaztak. A kód beolvasása egy olyan weboldalra irányított, amelyen két kiskutya képe volt látható, valamint egy üzenet: „Készítettem egy albumot a könyvhöz... Azt mondják, hiányzik nekik a régi Drake, lány, ne kísérts. For All the Dogs”.Nem sokkal később az OVO és a Republic hivatalosan is megerősítette az album címét.
Július 9-én, a It's All a Blur Tour detroiti állomásán – amelyet 21 Savage-dzsel közösen tartott – Drake bejelentette, hogy Nicki Minaj is szerepelni fog az albumon, ez azonban ismeretlen okokból végül nem valósult meg. Augusztus 13-án, egy Los Angeles-i fellépésen Drake bejelentette, hogy Bad Bunny is közreműködik az albumon, aki végül a "Gently" című dalban tűnt fel. Nyolc nappal később bemutatta az album borítóját, amelyet fia, Adonis rajzolt. Augusztus 22-én az Amazon Music a közösségi médiában bejelentette, hogy az album három napon belül megjelenik, miközben Adonis rajzát is méltatta – azonban ezt a bejelentést később törölték.
Szeptember 6-án Drake megerősítette, hogy az album szeptember 22-én jelenik meg. Két nappal később megosztott egy előzetes videót az albumhoz, amely egy visszaemlékezés volt apja, Dennis Graham fellépéséről az 1990-es évek eleji kanadai televíziós műsorban, a Stormy Monday with Danny Marks-ban. Pontosan tíz nappal a bejelentés után Drake közölte, hogy az albumot két héttel elhalasztják a folyamatban lévő turné miatt, így az október 6-án jelenik meg. Október 5-én, egy nappal a megjelenés előtt, közzétette az album hivatalos dallistáját.

### Kislemezek
Az album első kislemeze, a "Slime You Out", amelyen az amerikai énekes-dalszerző SZA működik közre, 2023. szeptember 15-én jelent meg. A dal a Billboard Hot 100 első helyén debütált, ezzel Drake tizenkettedik, SZA pedig második amerikai listavezető slágerét szerezte meg.
A második kislemez, "8AM in Charlotte", 2023. október 5-én jelent meg. Aznap Drake Instagram-oldalán közzétette a dal hivatalos videoklipjét is. A dal a Billboard Hot 100 17. helyén debütált.
A harmadik kislemez, "Rich Baby Daddy", amelyen Sexyy Red és SZA is szerepel, 2023. október 13-án jelent meg az olasz kortárs slágerrádiókon. A dal a Billboard Hot 100 11. helyén debütált. A hivatalos videoklipje 2024. február 14-én látott napvilágot.
A negyedik kislemez, "First Person Shooter", amelyen J. Cole is közreműködik, 2023. október 24-én került fel az amerikai ritmikus kortárs rádiók műsorába. A dal a Billboard Hot 100 első helyén debütált. Videoklipje 2023. november 15-én jelent meg.
Az ötödik kislemez, "You Broke My Heart", 2023. november 28-án került a ritmikus kortárs rádiókhoz. A dal a Billboard Hot 100 11. helyéig jutott. A hivatalos videoklip 2023. december 20-án jelent meg.

## Kritikai fogadtatás
A For All the Dogs vegyes kritikákat kapott. A Metacritic, amely 100-as skálán értékeli a professzionális kritikák alapján az albumokat, 53-as súlyozott átlagpontszámot adott az albumnak 13 értékelés alapján, ami „vegyes vagy átlagos kritikákat” jelez.
Az AnyDecentMusic? értékelőoldal 4,7/10-es pontszámot adott az albumnak a kritikai konszenzus alapján.

## Számlista
| For All the Dogs | For All the Dogs                                | For All the Dogs | For All the Dogs                                                  | For All the Dogs | For All the Dogs | For All the Dogs | For All the Dogs | For All the Dogs | For All the Dogs |
| #                | Cím                                             | Szerző(k) | Producer(ek)                                                      | Hossz            |                  |                  |                  |                  |                  |
| ---------------- | ----------------------------------------------- | --- | ----------------------------------------------------------------- | ---------------- | ---------------- | ---------------- | ---------------- | ---------------- | ---------------- |
| 1.               | Virginia Beach                                  | Aubrey Graham Harley Arsenault Noah Shebib Christopher Breaux James Ho | Arsenault 40                                                      | 4:11             |                  |                  |                  |                  |                  |
| 2.               | Amen (közreműködik Teezo Touchdown)             | Au. Graham Aaron Thomas Kai Wright Ben Scholefield Rudolph Stanfield | Sango Budgie Teezo Touchdown                                      | 2:21             |                  |                  |                  |                  |                  |
| 3.               | Calling for You (közreműködik 21 Savage)        | Au. Graham Shéyaa Abraham-Joseph Miles McCollum Shebib Gentuar Memishi Cashmere Small T. Flores J. Milfort Francis LeBlanc Nohelani Cypriano Dennis Graue                           | Lil Yachty 40 Gent! Cash Cobain PoWRTrav JayStolaa                | 4:45             |                  |                  |                  |                  |                  |
| 4.               | Fear of Heights                                 | Au. Graham Ozan Yildirim Darryl Clemons Nik Frascona Machado Joseph Benjamin Saint Fort Douglas Ford Simon Gebrelul                                                                 | Oz Pooh Beatz Nik D XYNothing Bnyx                                | 2:35             |                  |                  |                  |                  |                  |
| 5.               | Daylight                                        | Au. Graham Joshua Luellen Matthew-Kyle Brown T. Cremeni Alessio Bevilacqua Adonis Graham                                                                                            | Southside Smatt T9C Sablon:Ref Lil Esso                           | 2:44             |                  |                  |                  |                  |                  |
| 6.               | First Person Shooter (közreműködik J. Cole)     | Au. Graham Jermaine Cole Matthew Samuels Anderson Hernandez Brytavious Chambers Michael Mule Isaac De Boni Yildirim Scotty Coleman Joe Washington, Jr. Snorre Tidemand              | Vinylz Boi-1da Tay Keith FnZ Oz Coleman                           | 4:07             |                  |                  |                  |                  |                  |
| 7.               | IDGAF (közreműködik Yeat)                       | Au. Graham Noah Smith Norma Winstone John Taylor Saint Fort Sebastian Shah | Bnyx Shah                                                         | 4:20             |                  |                  |                  |                  |                  |
| 8.               | 7969 Santa                                      | Au. Graham A. Thomas Alex Lustig Nyan Lieberthal Saint Fort Jahaan Sweet Keith Cozart Tavares Taylor Tyree Pittman                                                                  | Lustig Nyan Bnyx Sweet                                            | 4:19             |                  |                  |                  |                  |                  |
| 9.               | Slime You Out (közreműködik SZA)                | Au. Graham Solána Rowe Noel Cadastre Shebib Saint Fort Dalton Tennant Chris Powell Grant Lapointe                                                                                   | Drake Cadastre 40 Bnyx Tennant                                    | 5:10             |                  |                  |                  |                  |                  |
| 10.              | Bahamas Promises                                | Au. Graham Sweet Ray Nelson | Sweet Quasi                                                       | 3:04             |                  |                  |                  |                  |                  |
| 11.              | Tried Our Best                                  | Au. Graham Shebib Sweet | 40 Sweet                                                          | 3:29             |                  |                  |                  |                  |                  |
| 12.              | Screw the World (Interlude)                     | Nasir Jones Jean-Claude Olivier Samuel Barnes Kurtis Walker David Reeves Jahlil Hutchins Lawrence Smith Norman Harris Allan Felder Aaron O'Bryant                                   | DJ Screw                                                          | 1:52             |                  |                  |                  |                  |                  |
| 13.              | Drew a Picasso                                  | Au. Graham Sampha Sisay Shebib Daniel Wagner Phillip Campbell Kamyar Karimi Thomas Lumpkins John Hyszko Eli Brown                                                                   | 40 Dnny Phntm Sauceboy TheBoyKam Tommy Parker Young Troy E. Brown | 4:22             |                  |                  |                  |                  |                  |
| 14.              | Members Only (közreműködik PartyNextDoor)       | Au. Graham Jahron Brathwaite Steven Vidal Shebib | Stwo 40                                                           | 4:37             |                  |                  |                  |                  |                  |
| 15.              | What Would Pluto Do                             | Au. Graham McCollum Memishi Bennett Pepple Saint Fort | Lil Yachty Gent! Bangs Bnyx                                       | 3:02             |                  |                  |                  |                  |                  |
| 16.              | All the Parties (közreműködik Chief Keef)       | Au. Graham Samuels Saint Fort Arsenault Maneesh Bidaye Coleman Jai'el Blackmon Fierce                                                                                               | Boi-1da Bnyx Arsenault Maneesh Coleman Jdolla Fierce              | 3:38             |                  |                  |                  |                  |                  |
| 17.              | 8AM in Charlotte                                | Au. Graham Denzel Williams Mario Dragoi J. Woodland L. Santi Nichol Eskridge | Conductor Williams Mario Luciano Jason Wool                       | 4:26             |                  |                  |                  |                  |                  |
| 18.              | BBL Love (Interlude)                            | Au. Graham A. Thomas Kaushik Barua | Kid Masterpiece                                                   | 2:41             |                  |                  |                  |                  |                  |
| 19.              | Gently (közreműködik Bad Bunny)                 | Au. Graham Benito Martínez Diamanté Blackmon Yildirim Frascona | Gordo Oz Nik D                                                    | 2:13             |                  |                  |                  |                  |                  |
| 20.              | Rich Baby Daddy (közreműködik Sexyy Red és SZA) | Au. Graham Janae Wherry Rowe Blackmon Richard Zastenker Johannes Klahr Saint Fort Ford Shivam Barot Yuval Chain Florence Welch Isabella Summers Mac Felländer-Tsai T. Schaeferdieck | Gordo Liohn Klahr Bnyx Dougie F The Loud Pack UV Killin Em        | 5:19             |                  |                  |                  |                  |                  |
| 21.              | Another Late Night (közreműködik Lil Yachty)    | Au. Graham McCollum Deshawn Jackson | Lil Yachty Childboy                                               | 2:50             |                  |                  |                  |                  |                  |
| 22.              | Away from Home                                  | Au. Graham McCollum Saint Fort Justin Raisen Lukas Levine | Lil Yachty Bnyx Raisen SadPony Lukas                              | 4:18             |                  |                  |                  |                  |                  |
| 23.              | Polar Opposites                                 | Au. Graham McCollum Memishi Anthoine Walters Pepple Omar Gomez Shebib | Lil Yachty Gent! Walters Bangs Beatmenace 40                      | 4:17             |                  |                  |                  |                  |                  |
| 84:50            |                                                 | |                                                                   |                  |                  |                  |                  |                  |                  |